# 宿坊

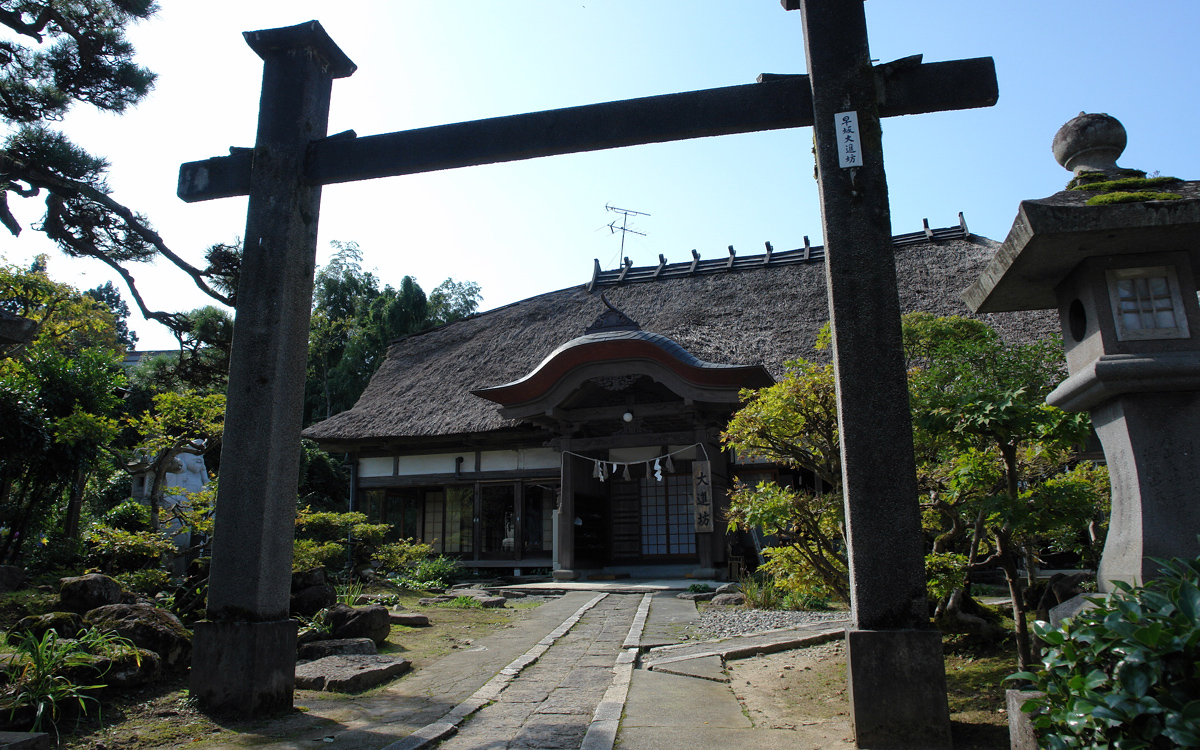
羽黒山の宿坊

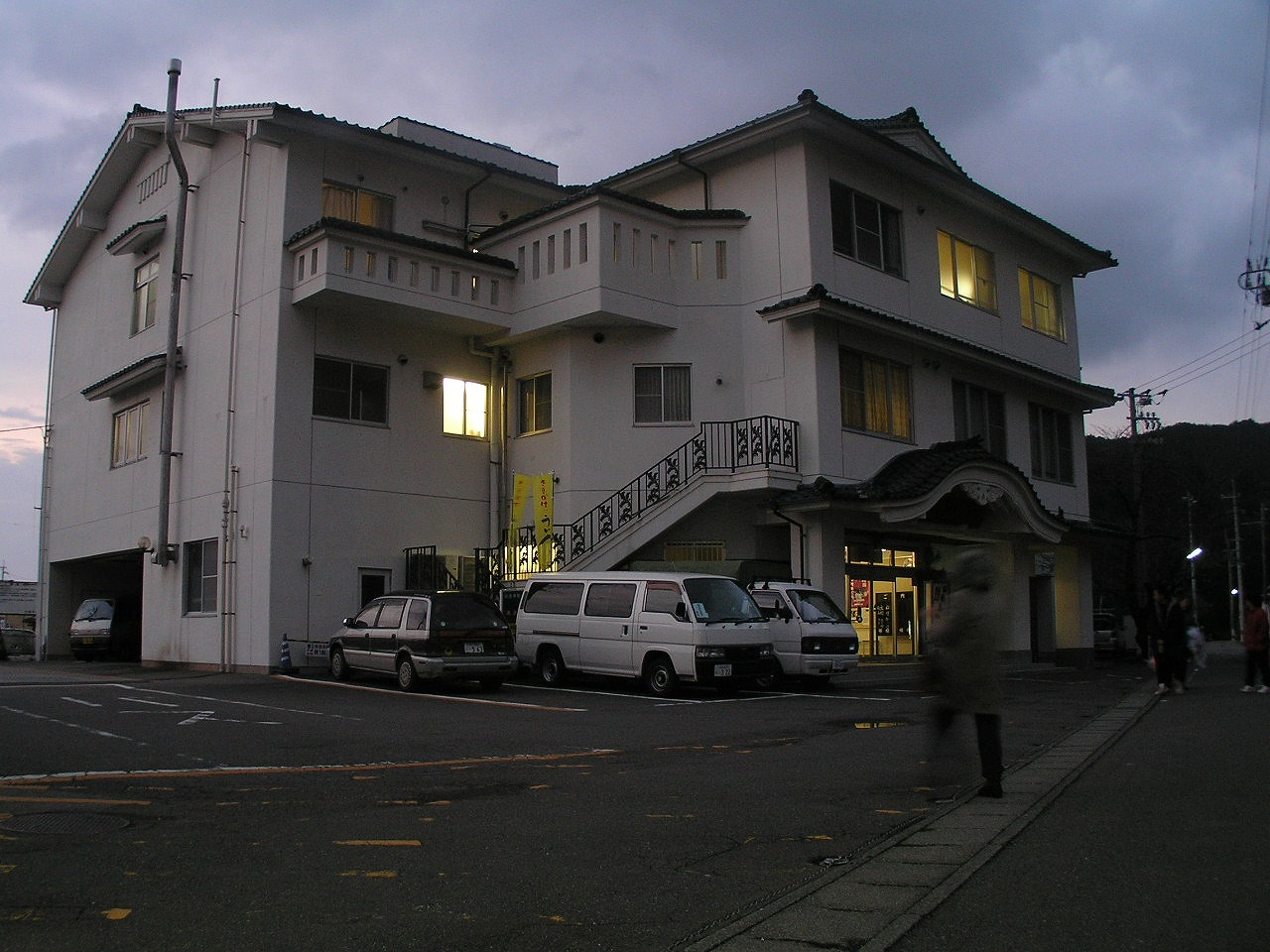
四国八十八箇所霊場第23番霊場薬王寺の宿坊（寺院とは別の場所に宿坊としての機能だけに特化し建てられた例。）

宿坊、宿房（しゅくぼう）は、主に仏教寺院や神社などで僧侶や氏子、講、参拝者のために作られた宿泊施設である。僧侶専用の施設は僧房ともいう。本来は僧侶や参拝者のみに特化した宿泊施設だったが、現在では一般観光客も積極的に受け入れる施設も増加し、それに伴い設備やサービスの拡充の傾向が見られる。高野山福智院のように天然温泉を引いた露天風呂を併設する寺院もある。

## 概要
本来は僧侶のみが宿泊する施設であったのだが、平安時代の寺社参詣の普及により、貴族や武士、更には一般の参詣者も宿泊させるようになり、運営者も僧侶から寺院周辺の半僧半俗の経営者（御師）に移っていった。
江戸時代になると、お伊勢参りや金毘羅参り、善光寺詣でなど寺社めぐりが大衆化した。各地の大寺社には宿坊が整備され、一般の参詣者や観光客を泊めるようになり、特定の地域と特定の宿坊が結びつくなど、一種の観光事業を形成した。近年では高野山宿坊などでは上質さを競う傾向も見られ、露天風呂を設置した宿坊も見られる。一方、四国八十八箇所の多くの寺院では、巡礼者のために宿坊を直接営んでいる。
ほとんどの宿坊では、宿泊者に対して朝のお勤めとして住職の講話などを行っているが任意参加の形式の所が多い。
また、一部の寺院では、現在も直接宿坊を運営する所があり、比較的安価な宿泊料金で、精進料理を味わうことが出来る。禅寺に於いては坐禅も体験する事が出来る。
なお、一部の宗派の総本山、または、本山となっている寺院の宿坊を兼ねている寺院では、その宗派に所属する僧侶・信徒のみが利用できるものもある。所属寺院から発行される証書を持っていることが宿泊許可の条件とされる。

## ギャラリー

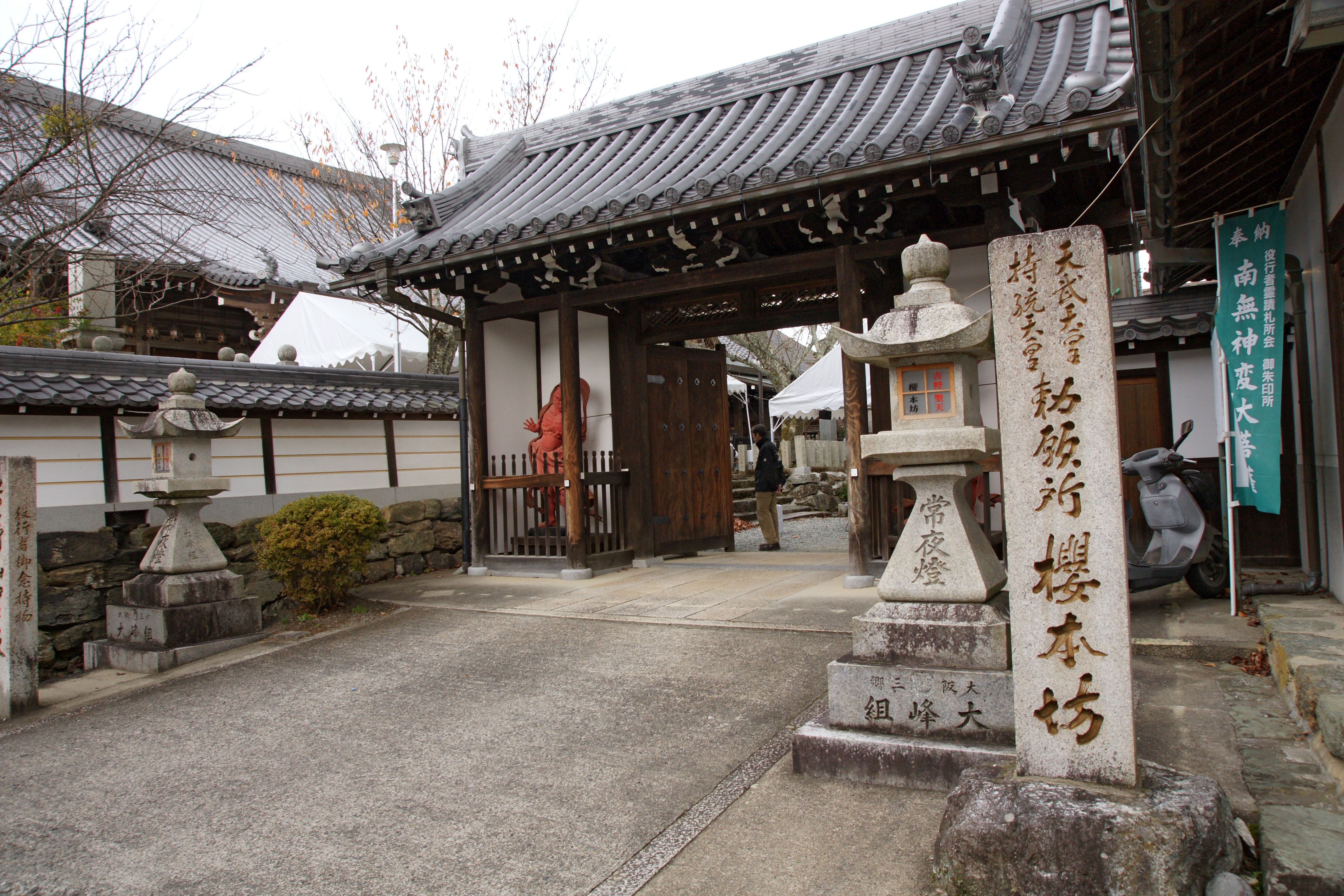
櫻本坊
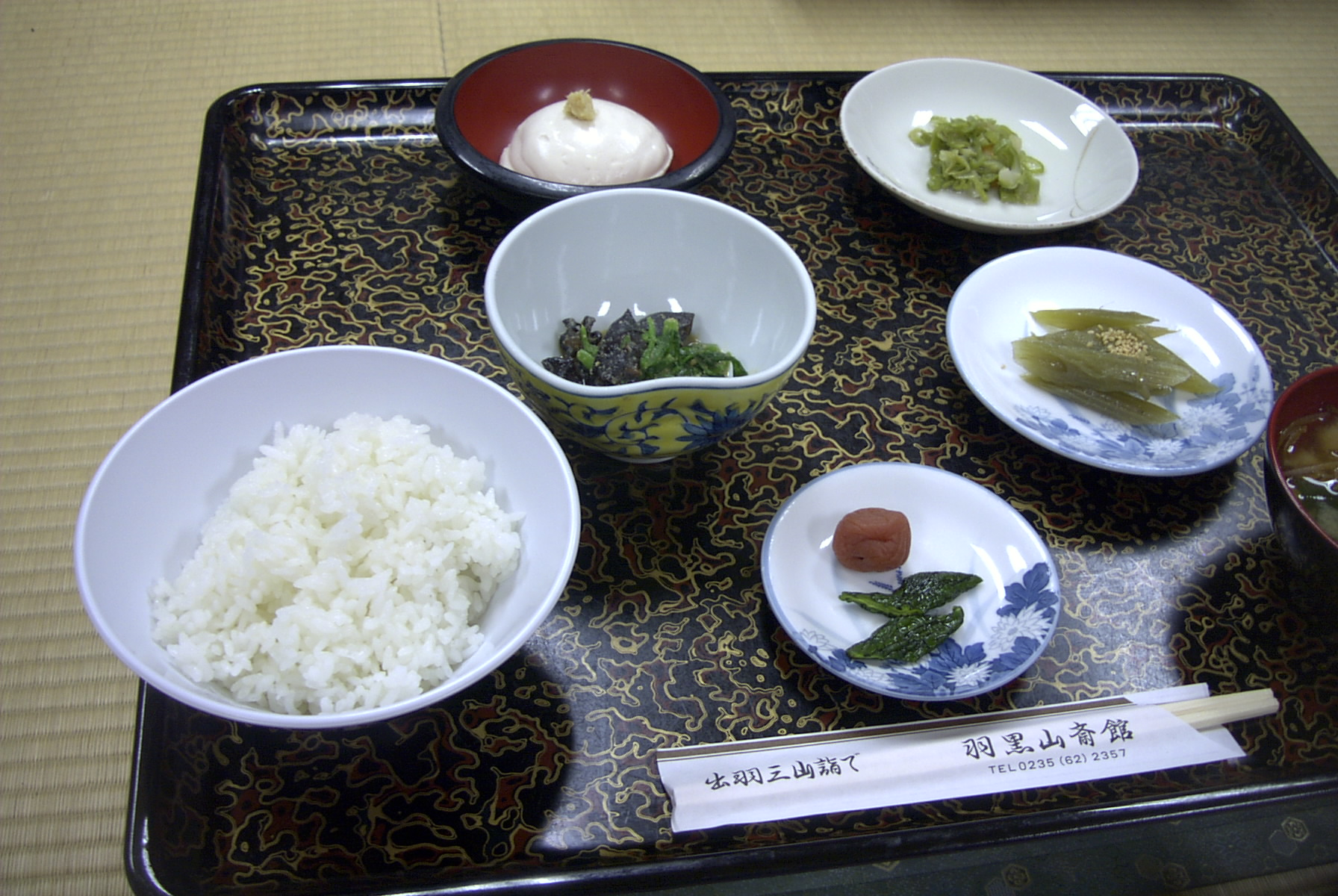
羽黒山斎館の精進料理
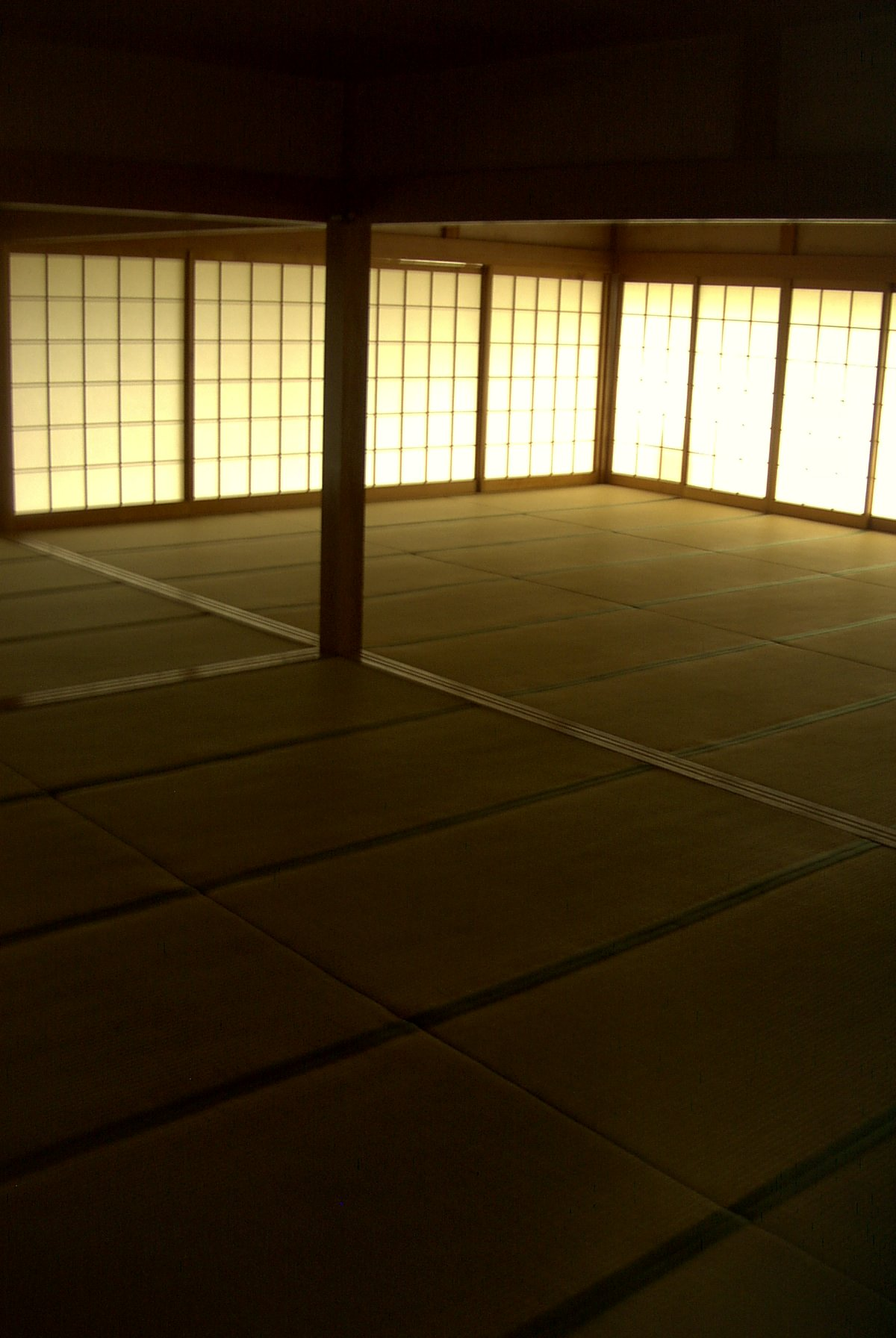
羽黒山斎館の部屋
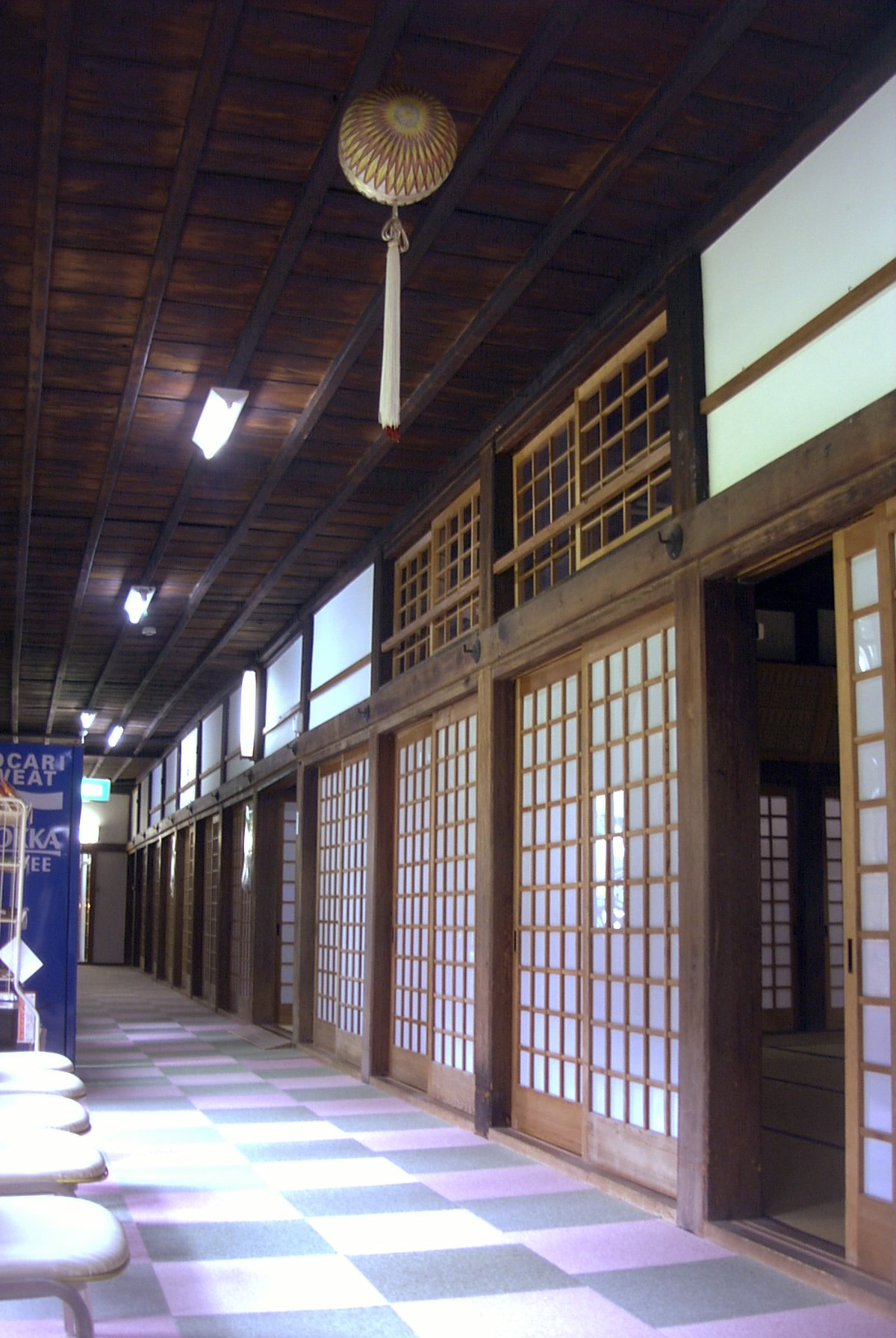
宿坊内部（廊下と部屋）